# بين هيلر
بين هيلر (بالإنجليزية: Ben Heller)‏ هو لاعب كرة قاعدة أمريكي، ولد في 5 أغسطس 1991 في ميلواكي في الولايات المتحدة.

## وصلات خارجية
- بين هيلر على موقع دوري كرة القاعدة الرئيسي (الإنجليزية)
- بين هيلر على موقعبيزبول رفرنس.كوم (الدوري الرئيسي) (الإنجليزية)
- بين هيلر على موقعبيزبول رفرنس.كوم (الدوري الثانوي) (الإنجليزية)
- بين هيلر على موقع إي إس بي إن.كوم (أم.أل.بي) (الإنجليزية)
- بين هيلر على موقع مشجعي الرسوم البيانية (الإنجليزية)